# Klaipėdský kraj
Klaipėdský kraj (litevsky Klaipėdos apskritis) je jedním z deseti litevských krajů. Kraj leží na západě země a je jediným krajem s přístupem k moři. Sousedí s krajem Tauragėským a Telšiaiským a také s Kaliningradskou oblastí Ruska a s Lotyšskem. Hlavním městem je Klaipėda. 7. července 2004 prezident potvrdil znak kraje.

## Okresy (savivaldybės) v kraji
V Klaipėdském kraji je 7 administrativních celků na úrovni okresu (savivaldybės):
- Městský okres Klaipėda
- Městský okres Neringa
- Městský okres Palanga
- Okres Klaipėda (jeho sídlem je město Gargždai)
- Okres Kretinga
- Okres Skuodas
- Okres Šilutė

## Města
V kraji je 9 měst:
1. Klaipėda
2. Kretinga
3. Šilutė
4. Palanga
5. Gargždai
6. Skuodas
7. Neringa
8. Salantai
9. Priekulė

## Mezinárodní spolupráce
- Kaliningradská oblast, Rusko
- Varmijsko-mazurské vojvodství, Polsko
- Frederiksberg (Amt), Dánsko
- Blekinge, Švédsko
- Mykolajivská oblast, Ukrajina
- Nordland, Norsko
- Oděská oblast, Ukrajina
- Západopomořanské vojvodství, Polsko